# Naturschutzgebiet Fiener Bruch

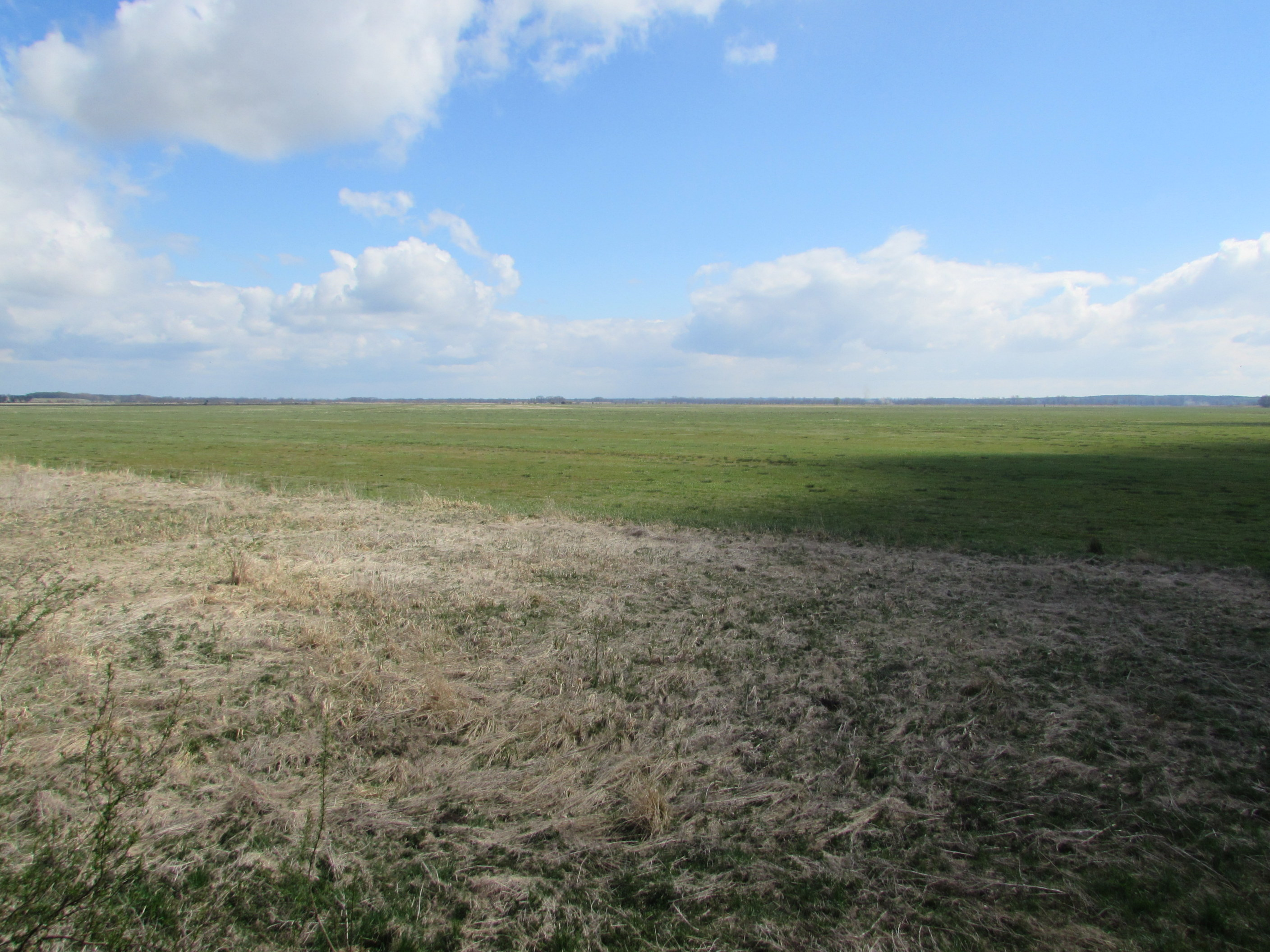
Blick über das Bruch im Schutzgebiet bei Königsroder Hof

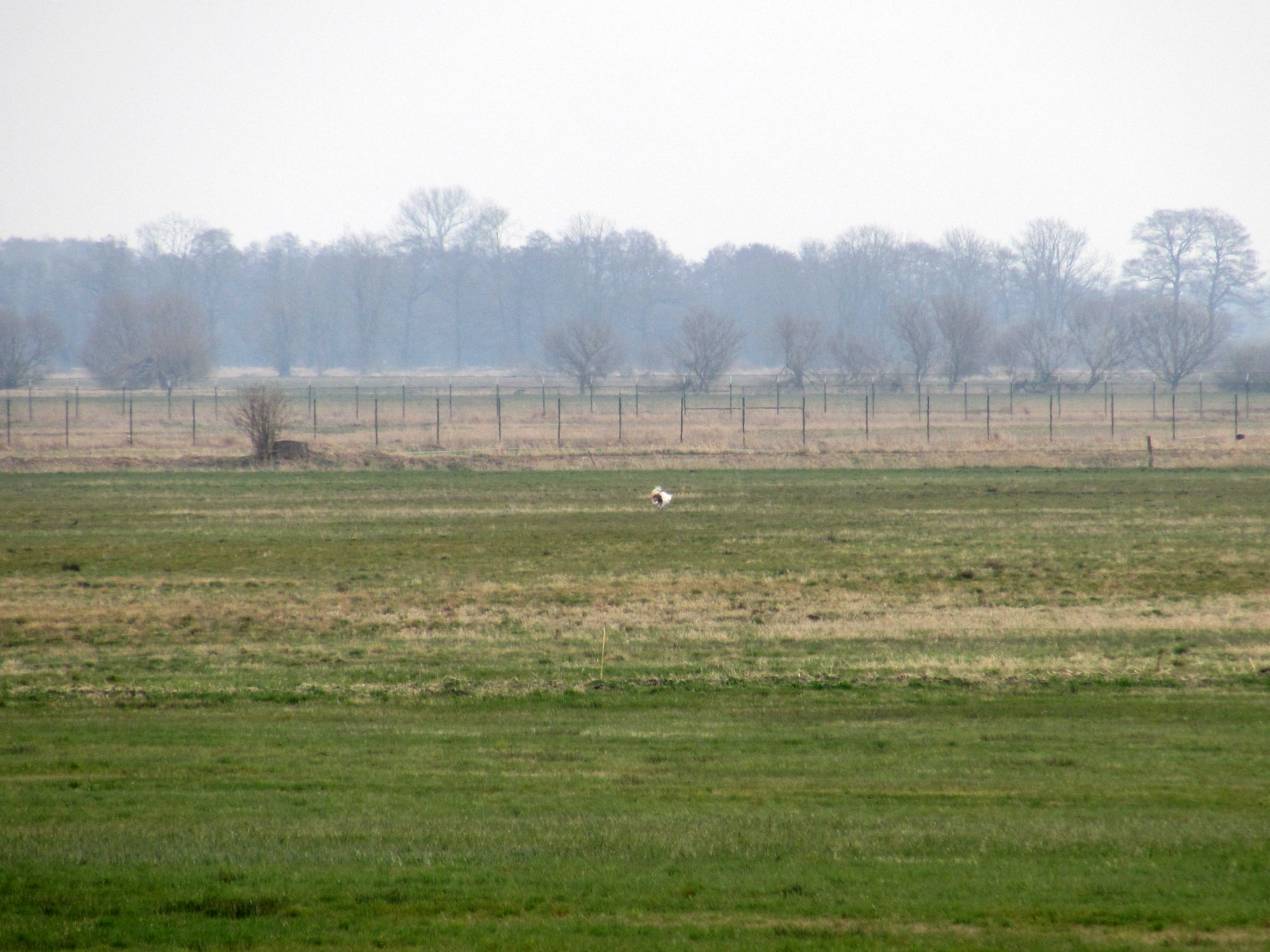
Umzäuntes Areal zum Schutz der Großtrappen vor Fressfeinden im Naturschutzgebiet, davor ein balzender Hahn im April 2016

Das Fiener Bruch ist ein Naturschutzgebiet in den Städten Genthin und Jerichow im Landkreis Jerichower Land in Sachsen-Anhalt.
Das Naturschutzgebiet mit dem Kennzeichen NSG 0169 ist rund 143 Hektar groß. Es ist zentraler Bestandteil des sachsen-anhaltischen Teilgebietes des Vogelschutzgebietes „Fiener Bruch“. Die Gräben im Naturschutzgebiet sind Bestandteil des FFH-Gebietes „Fiener Bruch“. Das Gebiet steht seit 1997 unter Schutz (Datum der Verordnung: 14. November 1997). Zuständige untere Naturschutzbehörde ist der Landkreis Jerichower Land.
Das Naturschutzgebiet liegt zwischen Genthin und Ziesar im namensgebenden Fiener Bruch im Glogau-Baruther Urstromtal. Es stellt einen artenreichen, von Gräben durchzogenen Niedermoorstandort unter Schutz. Die offene Feuchtwiesenlandschaft ist Lebensraum für zahlreiche Wat- und Wiesenvögel, darunter Großer Brachvogel, Uferschnepfe und Kiebitz, sowie für eine reiche Wirbellosenfauna.
Eine besondere Bedeutung hat es für die Großtrappe, die im Fiener Bruch heimisch ist. Das Naturschutzgebiet gehört zum zentralen Teil des Schongebietes „Großtrappe Fiener Bruch“ und hat im Zusammenhang mit dem Gesamtgebiet des Fiener Bruchs eine Funktion beim Individuenaustausch zwischen den benachbarten Populationen der Großtrappe im Bereich der östlich liegenden Belziger Landschaftswiesen und des potentiellen Lebensraums im südlich liegenden Zerbster Ackerland.
Zum Schutz der Großtrappe werden im Fiener Bruch verschiedene Maßnahmen wie die Offenhaltung der Landschaft, Schutz vor Beutegreifern und Auswilderung von Jungvögeln durchgeführt. Für den Schutz vor Beutegreifern ist ein Areal im Naturschutzgebiet eingezäunt. Weitere Maßnahmen werden zur Vergrämung von Rabenvögeln durchgeführt. Während der Auswilderung von Jungtrappen werden Seeadler durch Ablenkungsfütterungen von den Jungvögeln ferngehalten.